# Monumento Natural de Pedra da Mua
El Monumento Natural de Pedra da Mua es un monumento natural protegido en 1997 (Decreto n.º 20/97), que se sitúa en la localidad de Sesimbra, que a partir de 2005 pasó a formar parte de los límites del parque natural de la Arrábida (RCM 141/2005, de 23 de agosto). Se caracteriza por albergar huellas de saurópodos.